# ESL One Cologne 2014
ESL One Cologne 2014 var en Counter-Strike: Global Offensive-turnering som hölls i Köln i Tyskland 2014. Turneringen hade en prispott på 250 000 dollar.

## Turneringen

### Deltagare
Totalt 16 lag deltog i turneringen. De åtta bästa lagen från den tidigare turneringen EMS One Katowice var direktkvalificerade till och Resterande åtta fick kvala sig fram.
Turneringen innehöll 3 lag från Frankrike, 2 från Sverige, 2 från Danmark, 2 från USA, 2 från Ryssland, 1 från Norge, 1 från Ukraina, 1 från Indien, 1 från Australien och 1 från Polen.

### Resultat
Det svenska laget Ninjas in Pyjamas vann turneringen efter att ha slagit det andra svenska laget Fnatic i finalen. ESL One Cologne 2014 var den första 250 000 dollar turneringen som Ninjas in Pyjamas vann. Besvikelserna från turneringen var att favorittippade Titan åkte ut i gruppspelet och att Virtus Pro, vinnarna av EMS One Katowice, åkte ut i kvartsfinalen mot överraskningslaget LDLC. Turneringen var den populäraste CS-turneringen någonsin för tidpunkten i form av tittarantal.